# Eupropacris coeruleus
Eupropacris coeruleus är en insektsart som först beskrevs av Dru Drury 1773.  Eupropacris coeruleus ingår i släktet Eupropacris och familjen gräshoppor. Inga underarter finns listade i Catalogue of Life.